# Naevius
Naevius là một chi nhện trong họ Amaurobiidae.